# Cosniciu de Sus, Sălaj
Cosniciu de Sus este un sat în comuna Ip din județul Sălaj, Transilvania, România.

## Istoric
Atestat documentar încă din anul 1213, cum era menționat în Registrul de la Oradea, Cosniciu a fost format dintr-un număr mic de case. În cele două sate existente acum, Cosniciu de Jos și Cosniciu de Sus, au fost găsite urme relativ puține care să ateste locuirea acestei zone încă din cele mai vechi perioade ale istoriei. Primele descoperiri au fost făcute în anul 1973, cu ocazia efectuării lucrărilor de îndreptare a râului Cerișa, ce străbate satul. Acestea atestă că în secolele III-IV, zona unde se află astăzi localitatea era locuită și aparținea dacilor liberi, nefiind inclusă în provincia romană Dacia. Există mai multe variante privind originea numelui satului. Denumirea localității provine de la cuvântul de origine slavică kos, ce înseamnă gresie folosită la ascuțirea coasei, dar și de la termenul kost, care se traduce coastă sau pantă înclinată.  Localitatea Cosniciu de Sus a fost atestată documentar în anul 1341. Satul s-a format prin migrarea unor locuitori din Cosniciu de Jos, aflat în apropiere, spre noi terenuri agricole, formate în urma unor defrișări masive de la sfârșitul secolului al XIII-lea și începutul secolului al XIV-lea. În proximitatea locurilor unde au avut loc acțiunile de defrișare, muncitorii și-au construit adăposturi, care mai apoi au devenit propriile lor case. Atât acest sat, cât și localitatea vecină, Cosniciu de Jos, se vor afla în posesia nobililor maghiari o perioadă îndelungată, după ce aceștia se stabilesc în zonă, și ele vor constitui obiecte de dispută între familiile acestora. 
Locuitorii Cosniciului s-au ocupat din cele mai vechi timpuri cu creșterea animalelor și cultivarea pământului. În satul așezat și pe dealuri conviețuiau băștinașii cu migratorii slavi, ce au dat și numele de origine slavă a localității.

## Imagini

Schița clopotniței bisericii de lemn dispărute (imagine de arhivă)

 Acest articol despre o localitate din județul Sălaj este deocamdată un ciot. Puteți ajuta Wikipedia prin completarea lui.